# Brendan O’Brien (Musikproduzent)
Brendan O’Brien (* 23. Juni 1960 in Atlanta) ist ein US-amerikanischer Musikproduzent, Tonmeister und Musiker. Er begann als 14-Jähriger als Gitarrist einer Coverband in Atlanta, ehe er sich als Studiomusiker einen Namen machte. Kurzzeitig fungierte er als Bassist der Georgia Satellites.

## Leben
O’Brien ist einer der bedeutendsten Produzenten der 1990er Jahre. Der Durchbruch kam für ihn 1990 mit dem ersten Album der Black Crowes, auf dem er spielte und aufnahm. Er wird auch als „Mr. Grunge“ bezeichnet, da er zu Beginn seiner Karriere vor allem mit Bands aus Seattle arbeitete. O’Briens Produktionsweise zeichnet sich durch akribische Bass- und Schlagzeug-Aufnahme und -bearbeitung aus. So entsteht ein kräftiger Rocksound, der seine Vorbilder in Produktionen wie denen von Jimmy Page für Led Zeppelin hat. Auch die Hooklines werden sauber herausgearbeitet, was sich in derzeit 14 Nummer-eins-Hits und zwei Grammy-Auszeichnungen widerspiegelt. Nachdem er Anfang der 1990er Jahre für Geffen Records als Tonmeister der Produzentenlegende Rick Rubin gearbeitet hatte, wurde er Mitte des Jahrzehnts Vizepräsident von Epic.
Unter anderen hat O’Brien mit Audioslave, Rage Against the Machine, Billy Talent, Soundgarden, Pearl Jam, Stone Temple Pilots, Neil Young, Our Lady Peace, Aerosmith, Incubus, The Wallflowers, Limp Bizkit, Red Hot Chili Peppers, The Offspring, KoЯn, The Black Crowes, Aimee Mann, King’s X, Papa Roach, Bruce Springsteen, AC/DC, Killswitch Engage und Mastodon gearbeitet.

## Nachweise
1. ↑  Auflistung bei Hitparade.ch

| Personendaten    | Personendaten                                            |
| ---------------- | -------------------------------------------------------- |
| NAME             | O’Brien, Brendan                                         |
| KURZBESCHREIBUNG | US-amerikanischer Musikproduzent, Tonmeister und Musiker |
| GEBURTSDATUM     | 23. Juni 1960                                            |
| GEBURTSORT       | Atlanta                                                  |